# Bereft
Bereft è stata una miniserie televisiva andata in onda per la prima volta in Italia su Fox TV nel 2004. La parola inglese Bereft può essere tradotta in italiano come privo, senza.
Il cast era composto da Vinessa Shaw nel ruolo di Molly, Patrick Burleigh che interpretava Joel, Sam Daly che impersonificava il personaggio di nome Kenny, Tim Daly nel ruolo di Uncle, Piper Goodeve nel ruolo di Jill, Ari Graynor e Michael C. Hall.
La miniserie andò in onda in Italia per dodici puntate, tutte in prima serata.